# Українськ
Украї́нськ (до 1963 року —  Лісівка) — місто в Україні, у Селидівській міській громаді Покровського району Донецької області. Населення складає близько 3 тисячі осіб (2024).

## Географія
Місто Українськ розташоване за 11 км від міста Селидового, неподалік від автошляху міжнародного значення М04E50, за 4 км від залізничної станції Цукуриха, з якої можна потрапити до міст Курахового, Донецька, Селидового та Покровська.

## Історія
Місто засноване 1952 року у зв'язку з будівництвом вугільних копалень шахти «Україна», яка функціонує й досі. До 1963 року називалося селище Лисівка (Лісівка); селище шахт «Лісівська» і «Селидівська-Південна» отримало статус селища міського типу з 20 грудня 1957 року. У 1963 році отримало статус міста і назву, похідну від назви шахти.
12 червня 2020 року, відповідно до розпорядження Кабінету Міністрів України № 721-р «Про визначення адміністративних центрів та затвердження територій територіальних громад Донецької області», місто увійшло до складу Селидівської міської громади.
17 липня 2020 року, внаслідок адміністративно-територіальної реформи, відповідно з Постановою Верховної Ради України № 807-IX, Селидівська міська громада увійшла до складу новоутвореного Покровського району Донецької області.
21 квітня 2024 року о 8:30 російські окупанти обстріляли місто Українськ з використанням РСЗВ «Смерч». Внаслідок влучання засобу ураження загинула 82-річна жінка та дістали травм різного ступеня тяжкості четверо чоловіків віком від 21 до 53 років. Також пошкоджено 6 багатоквартирних житлових будинків.
6 липня 2024 року, близько 10:50, окупанти здійснили обстріл міста із застосуванням РСЗВ «Смерч» з касетною бойовою частиною. Внаслідок обстрілу загинула одна людина, двоє — поранених.
24 вересня 2024 російські війська захопили місто Українськ.

## Населення
Станом на 1976 рік населення складало 20 000 осіб.
За даними перепису 2001 року населення міста становило 13 378 осіб, із них 23,08 % зазначили рідною мову українську, 76,4 % — російську, 0,2 % — білоруську, 0,05 % — молдовську, 0,04 % — ⁣вірменську, 0,01 % — польську, німецьку та грецьку мови.
Динаміка зміни населення Українська за роками:

### Національний склад
Розподіл населення за національністю за даними перепису 2001 року:
| Національність  | Відсоток |
| --------------- | -------- |
| українці        | 48.38%   |
| росіяни         | 48.24%   |
| білоруси        | 1.32%    |
| татари          | 0.37%    |
| молдовани       | 0.22%    |
| греки           | 0.19%    |
| вірмени         | 0.13%    |
| азербайджанці   | 0.13%    |
| грузини         | 0.12%    |
| інші/не вказали | 0.32%    |

### Мова
Розподіл населення за рідною мовою за даними перепису 2001 року:
| Мова            | Кількість | Відсоток |
| --------------- | --------- | -------- |
| російська       | 10221     | 76.40%   |
| українська      | 3087      | 23.08%   |
| білоруська      | 27        | 0.20%    |
| румунська       | 7         | 0.05%    |
| вірменська      | 6         | 0.04%    |
| інші/не вказали | 30        | 0.23%    |
| Усього          | 13378     | 100%     |

## Економіка
У місті діє шахта «Україна», кам'яновугільні копальні, збагачувальна фабрика.
У 2008—2009 роках, з ініціативи мерії міста, оголошеної у ЗМІ, в Українськ переселилося близько 700 сімей із різних областей України. На шахті «Україна» працює не більше 10 % працездатного населення. У місті діє асфальтний завод, цех з випічки хлібобулочних виробів, кілька швейних майстерень, дрібні авторемонтні підприємства. Проведено інтернет («Укртелеком»), існує також міська локальна мережа.
Житлова площа коштує не набагато дешевше, ніж у довколишніх містах: у газифікованих і опалюваних районах міста двокімнатна квартира в нормальному стані коштує $ 7–8 тис. У місті немає своєї автостанції, хоча раніше вона справно функціонувала. Через місто прямують транзитні рейсові автобуси.

## Сьогодення та перспективи
Місто побудоване на рівнині в околицях шахти, дренажні споруди передбачені тільки для дуже невеликої кількості (1–2) вулиць, що природно призводить до відсутності стоку опадів.
Починаючи з 1990-х років, населення міста стрімко зменшується, дуже велике число п'ятиповерхових (найвищі будови, крім шахт, у місті) будинків стоять напівзанедбані, часом цілі поверхи не заселені. Статистичні дані по населенню, що приводяться в багатьох довідниках по містах Донецької області, не відповідають дійсності й дають дещо завищені результати, близько 12 000 осіб у 2004 році, проте спеціального дослідження на цю тему не проводилося. Напевно, фактична кількість населення становить не більше половини від цієї кількості. Житлова площа практично нічого не коштує.
Зі зменшенням, а часом і припиненням фінансування багатьох шахт Донецької області, різко зменшився добробут жителів. Поселення існує доти, доки існує шахта «Україна», заради якої його і побудували. При явному занепаді виробництва жодних заходів зі створення альтернативних робочих місць не робиться.
У місті є дві бібліотеки, стадіон, спортшкола, два дитячих садки.

## Пам'ятки
- Дитячо-юнацька Спортивна Школа (ДЮСШ) шахти «Україна» ім. ЗМС В. В. Мірошниченка
- Копія пам'ятника Богдана Хмельницького (Київ)
- Українська ЗОШ № 12

## Відома особа
- Корабльов Андрій Віталійович (1984—2014) — учасник українсько-російської війни[12].